# World Demise
World Demise è il quarto album della band Death metal statunitense Obituary del 1994.

## Tracce
- Tutti i pezzi sono scritti dagli Obituary.

1. Don't Care - 3:08
2. World Demise - 3:43
3. Burned In - 3:32
4. Redefine - 4:39
5. Paralyzing - 4:57
6. Lost - 3:59
7. Solid State - 4:38
8. Splattered - 4:15
9. Final Thoughts - 4:08
10. Boiling Point - 3:10
11. Set in Stone - 4:52
12. Kill for Me - 6:01
13. Killing Victims Found - 5:04